# ريس وليامز (لاعب اتحاد الرغبي)
ريس وليامز (بالإنجليزية: Rhys Williams)‏ هو لاعب اتحاد الرغبي بريطاني، ولد في 23 فبراير 1980 في بريدجند ‏ في المملكة المتحدة.

## وصلات خارجية
- ريس وليامز عل موقع إسبنسكروم (الإنجليزية)
- ريس وليامز على موقع ItsRugby.co.uk (الإنجليزية)
- ريس وليامز على موقع اتحاد ألعاب الكومنولث (مؤرشف) (الإنجليزية)
- ريس وليامز على موقع دورة ألعاب الكومنولث 2006 (مؤرشف) (الإنجليزية)